# ロマンス (岩崎宏美の曲)
「ロマンス」は、岩崎宏美の楽曲。1975年7月25日にビクター音楽産業より2枚目のシングルとしてリリースされた。

## 制作
デビューシングル『二重唱 (デュエット)』がトップ20入りするヒットとなったため、担当ディレクターの笹井一臣は、再び作詞・作曲を阿久悠と筒美京平に依頼した。先に筒美が曲を書き、そこに阿久が歌詞を付けるという形（曲先）で制作された。
筒美は岩崎のファーストアルバム『あおぞら』の楽曲依頼も受けていたため、複数の楽曲を制作していた。笹井はその中のバラード曲に注目し、当時流行していたディスコサウンドを取り入れること、テンポアップして細かく刻むリズムに乗せることを筒美に提案した。筒美はリズムの構造やクラビネット、ストリングスのフレーズなどでディスコサウンドを取り入れながら、全体としては歌謡曲的な側面を残す楽曲に作り直した。
シングルの累計売上は90万枚（100万枚突破とも）。同年9月1日から9月15日のオリコンチャート1位を記録し、岩崎は同年の日本レコード大賞など数々の音楽賞で新人賞を獲得、第26回NHK紅白歌合戦に初出場を果たし本曲を歌唱した。

## 収録曲
1. ロマンス（3分17秒）
  - 作詞：阿久悠／作曲・編曲：筒美京平
2. 私たち（3分32秒）
  - 作詞：阿久悠／作曲・編曲：筒美京平

## 参加ミュージシャン

### リズムセクション
- 田中清司 - ドラムス
- 武部秀明 - エレキ・ベース
- 水谷公生、矢島賢 - エレキ・ギター
- 金成良悟 - アコースティック・ギター
- 栗林稔 - ピアノ
- 穴井忠臣、川原正美 - パーカッション
- 越野禎子 - ヴィブラフォン

### ホーンセクション
- 藤山明、石橋正治 - フルート
- 羽鳥幸次、佐野健一 - トランペット
- 新井英治グループ - トロンボーン

### ストリングス
- 多忠昭グループ

### 女声コーラス
- シンガーズ・スリー

## カバー

### ロマンス
- クロード・チアリ（1975年） - アルバム『歌謡ベスト16』収録[注釈 1]
- 林寛子（1976年） - アルバム『素敵な16才』収録
- テレサ・チョン（1979年） - アルバム『茫茫路』に広東語で収録（曲名・莫顧慮）
- カーメン・キャバレロ（1979年） - 1979年の企画アルバム「NTVM AFTER 10 YEARS」収録
- 沈雁（1982年） - アルバム『俏如彩蝶飛飛飛』に北京語で収録（曲名・請你回頭）
- 寺内タケシとブルージーンズ（1993年） - アルバム『歌のないエレキ歌謡〜UFO』収録[注釈 1]
- J-KISS（1994年） - シングル『サルサでKISS!〜J・KISS HIT PARADE'94〜』[注釈 2]収録
- 松原朋子（1996年） - シングル『ロマンス』収録
- D-LOOP（1997年） - 阿久悠トリビュート・アルバム『VELFARRE J-POP NIGHT presents DANCE with YOU』収録
- 尾関美穂（2006年） - アルバム『風光る』収録
- 遠藤賢司（2007年） - アルバム『遠藤賢司実況録音大全【第一巻】1968-1976』[注釈 3]収録
- モーニング娘。（2008年） - シングル『ペッパー警部』、アルバム『COVER YOU』収録
- サム・テイラーと彼のオーケストラ（2010年） - アルバム『サム・テイラー／ロマン歌謡 ベスト』収録[注釈 1]
- 矢貝文乃（2012年） - シングル『〜大月市観光応援ソング〜 ふる里の景色』収録
- 田村芽実（2018年） - デジタルシングル『ロマンス』収録
- 宮本浩次（2020年） - カバーアルバム『ROMANCE』収録

### 私たち
- 石野真子（1979年） - アルバム『ベストヒットアルバム』収録
- リザ・ウォン（1981年） - アルバム『楊門女将』に広東語で収録（曲名・飛躍羚羊）

## 収録アルバム
- あおぞら
- GOLDEN☆BEST 岩崎宏美
- PRAHA
- THE HIT MAKER -筒美京平の世界- - 作曲家活動40周年記念CD-BOX、「ロマンス」収録。